# Cueva de los Portales
Die Cueva de los Portales in der kubanischen Provinz Pinar del Río ist eine Karsthöhle in der Sierra de los Órganos. Bereits im 19. Jahrhundert war sie aufgrund der landschaftlich reizvollen Lage ein beliebtes Ausflugsziel. Der kubanische Dichter Cirilo Villaverde und der französische Maler Gustave Moreau besuchten die Höhle.
Nach der Revolution wurde durch Fidel Castro der touristische Ausbau der Höhle initialisiert.
Während der Kubakrise im Oktober 1960 wurde die Cueva de los Portales von Ernesto Che Guevara als Kommandoposten genutzt. In den umliegenden Gebieten der Sierra de los Órganos waren bereits im Mai 1960 sowjetische SS-4 Mittelstreckenraketen stationiert worden.
1987 wurde die Höhlen aufgrund der historischen Bedeutung zum nationalen Denkmal erklärt.